# Agathe Habyarimana
Agathe Habyarimana (de soltera Kanziga) (Karago, prefectura de Gisenyi, Provincia Occidental, Ruanda-Urundi 23 de enero de 1942) es la viuda del expresidente de Ruanda Juvénal Habyarimana y ex primera dama de Ruanda desde 1973 hasta 1994. Kanziga es parte de un linaje hutu que gobernó durante mucho tiempo un principado independiente hasta finales del siglo XIX.
En 2004 fue acusada en Kigali por cargos de genocidio.
Fue arrestada por las autoridades francesas el 2 de marzo de 2010 en Francia tras la visita del presidente francés, Nicolas Sarkozy a Ruanda. Pero luego Francia se negó a extraditar a la viuda hutu.
En agosto de 2021, el Tribunal de Apelación de París declaró "inadmisible" la solicitud de destitución de Agathe Habyarimana, sospechosa de estar involucrada en el genocidio cometido contra los tutsis en Ruanda en 1994 y objeto de una investigación en Francia desde 2008.
El 12 de septiembre de 2024, la Fiscalía Nacional Antiterrorista de Francia presentó un recurso para obtener la acusación de Agathe Habyarimana en el genocidio de Ruanda.